# Kościół Niepokalanego Serca Maryi w Kolonowskiem
Kościół Niepokalanego Serca Maryi w Kolonowskiem – katolicki kościół parafialny znajdujący się w Kolonowskiem (powiat strzelecki, województwo opolskie). Jest siedzibą parafii Niepokalanego Serca Maryi.

## Historia
Przed powstaniem świątyni opiekę duszpasterską nad Kolonowskiem sprawowali proboszczowie ze Szczedrzyka, a następnie z Krasiejowa oraz Staniszcz Wielkich. Pierwszy kościół w formie baraku zbudowano w miejscowości w 1933. Msze odprawiali tu księża ze Staniszcz Wielkich. Zezwolenie na budowę murowanej świątyni otrzymano dopiero po II wojnie światowej, 19 lutego 1948. Promotorem i budowniczym był ksiądz Henryk Czerwionka, który stał przed licznymi utrudnieniami czasów stalinowskich. Obiekt konsekrowano 30 maja 1954. Łącznie z kościołem wzniesiono też plebanię oraz założono cmentarz parafialny. W latach następnych dobudowano jeszcze salki katechetyczne i zbudowano klasztor.

## Architektura
Świątynia charakteryzuje się rzadko spotykaną architekturą – jest to niezwykle surowa, wręcz ascetyczna wizja kościoła nawiązująca do trendów, zgodnie z którymi forma obiektów sakralnych nie powinna rozpraszać wiernych, a głównie prowadzić do skupienia na doznaniach religijnych.